# Metalist Stadium
Metalist Stadium är en fotbollsarena i Charkiv, Ukraina. Arenan började byggas 1925, och öppnade för allmänheten 1926. Den renoverades 2009, då arenan användes vid Europamästerskapet i fotboll 2012. Metalist Stadiums kapacitet är 38 633. 
Metalist Stadium är hemmaarena för FK Metalist Charkiv, som spelar i Ukrainska ligan.

## Matcher i fotbolls-EM 2012
Dessa tre matcher i Grupp B spelades på Metalist Stadium. Övriga matcher i gruppen spelades på Arena Lviv.
| Datum      | Speltid (CEST / EEST) | Lag 1         | Resultat | Lag 2         | Grupp   |
| ---------- | --------------------- | ------------- | -------- | ------------- | ------- |
| 2012-06-09 | 18.00 / 19.00         | Nederländerna | 0 - 1    | Danmark       | Grupp B |
| 2012-06-13 | 20.45 / 21.45         | Nederländerna | 1 - 2    | Tyskland      | Grupp B |
| 2012-06-17 | 20.45 / 21.45         | Portugal      | 2 - 1    | Nederländerna | Grupp B |

## Kuriosa
Sverige spelade den 10 augusti 2011 en träningslandskamp mot Ukraina på Metalist Stadium. Matchen slutade 1-0 till Sverige, efter att Tobias Hysén gjort matchens enda mål. 